# Grande Etica
La Grande Etica è il terzo trattato attribuito ad Aristotele dedicato all'etica. Degli altri due l'Etica Eudemia, scritto in forma concisa ma con uno stile più accurato, riprende molti argomenti dell'Etica Nicomachea, con la quale in parte converge.

## La questione dell'autenticità
Diversi studiosi, in particolare Friedrich Schleiermacher, Hans von Arnim e John Lloyd Ackrill, ritengono la Grande Etica un'opera autentica di Aristotele, anche se, essendo più breve rispetto agli altri lavori etici di Aristotele, consistendo di due soli libri, rappresenterebbe uno stadio meno maturo della riflessione aristotelica.
Gran parte invece dei filologi del XIX e del XX secolo l'hanno considerata un'opera spuria, scritta in seguito da discepoli di Aristotele. Hans von Arnim (1859-1931) ritenne la Grande Etica la più antica opera etica di Aristotele, precedente anche all'Etica Eudemia. Jaeger, invece, confutò questa tesi trovando il sostegno di Richard Walzer e di Charles Oscar Brink (1907-1994). 
In tempi più recenti, Franz Dirlmeier (1904-1977), autore della più importante edizione recente della Grande Etica, si è dichiarato a favore dell'autenticità, riprendendo la tesi che si tratterebbe della prima opera aristotelica sull'etica. Tesi condivisa da un altro studioso di Aristotele, Ingemar Düring (1903-1984). Al contrario, William David Ross, Pierluigi Donini (1943-) e Marcello Zanatta (1948-) propendono per la pseudoepigrafia.
In particolare dal punto di vista dottrinale, la Grande Etica  è in sostanziale accordo con la dottrina del bene e della virtù che appare nelle altre opere etiche di Aristotele. Tuttavia, dal punto di vista della composizione del testo, questo per come è arrivato a noi, presenta numerose ragioni stilistiche e terminologiche per farlo considerare scritto da un autore successivo ad Aristotele.

## Struttura
Nel I libro della Grande Etica si sostiene che il bene supremo dell'essere umano consiste nella felicità. La felicità vi viene descritta come l'attività dell’anima secondo virtù. 
L'autore distingue dunque, come in altre opere aristoteliche, tra virtù dianoetiche ed etiche, che corrispondono alla struttura dell'anima umana, che avrebbe una parte irrazionale e una razionale.
Il II libro si occupa del piacere, della fortuna e dell'amicizia. C'è anche un'analisi della kalokagathia come virtù, simile a quella che si trova nell'Etica Eudemia. 
Questa semplificazione concettuale rispetto alle altre due opere rimonta, probabilmente, non allo Stagirita, ma a un discepolo del Peripato che riportò in questo scritto le lezioni di Aristotele agli allievi, le cosiddette "essoteriche",  caratterizzate perciò da una necessaria forma più semplice e che poi saranno trasposte in forma più rigorosa nelle altre due Etiche.. Quindi la Grande Etica sarebbe la prima opera delle tre, mentre per altri sarebbe «un mosaico delle altre due opere» in accordo con la tesi di coloro, come Werner Jaeger, che evidenziano il carattere di continuità che ha l'intero pensiero aristotelico e che sostengono che lo Stagirita scrisse l'Etica Nicomachea come approfondimento dell'Eudemia; «ma non si tratta di due etiche diverse, bensì della stessa concezione espressa in modo più circostanziato e discorsivo. Esse servirono come base di discussione dei suoi corsi» riassunti nella Grande Etica.

### Edizioni
- In Aristotelis Opera; ed. di Immanuel Bekker (1785 - 1871), Berlin, 1831, vol. II, 1181 a 24 - 1213 b.

### Traduzioni italiane
- Aristotele, Grande Etica. Etica Eudemia, in Opere, vol. 8, Roma-Bari, Laterza, 19993
- Aristotele, Le tre etiche, a cura di Arianna Fermani, testo greco a fronte, Milano Bompiani, 2008.
- Aristotele, La grande etica, a cura di Marcello Zanatta, Milano, Mimesis, 2014.

### Commentari
- Magna Moralia. Übersetzt und erläutert von Franz Dirlmeier, Berlin 1958.